# Ях'я Аттіят Аллах
Ях'я Аттіят Аллах (араб. يحيى عطية الله‎; нар. 2 березня 1995, Сафі) — марокканський футболіст, захисник клубу «Відад» (Касабланка).
Виступав, зокрема, за клуб «Олімпік» (Сафі), а також національну збірну Марокко.
Чемпіон Марокко. Переможець Ліги чемпіонів КАФ.

## Клубна кар'єра
Народився 2 березня 1995 року в місті Сафі. Вихованець футбольної школи клубу «Олімпік» (Сафі). Дорослу футбольну кар'єру розпочав 2013 року в основній команді того ж клубу, в якій провів шість сезонів, взявши участь у 116 матчах чемпіонату.
Протягом 2019—2020 років захищав кольори клубу «Волос».
До складу клубу «Відад» (Касабланка) приєднався 2021 року. Станом на 15 листопада 2022 року відіграв за клуб з Касабланки 71 матч в національному чемпіонаті.

## Виступи за збірну
У 2022 році дебютував в офіційних матчах у складі національної збірної Марокко.
У складі збірної був учасником чемпіонату світу 2022 року у Катарі.
| Дата       | Місто          | Господарі | Результат | Гості    | Турнір                                  | Голи | Примітки |
| ---------- | -------------- | --------- | --------- | -------- | --------------------------------------- | ---- | -------- |
| 29-3-2022  | Касабланка     | Марокко   | 4 – 1     | ДР Конго | Відбір до ЧС 2022                       | -    | 81'      |
| 9-6-2022   | Марракеш       | Марокко   | 2 – 1     | ПАР      | Відбір до Кубка африканських націй 2023 | -    | 68'      |
| 13-6-2022  | Касабланка     | Ліберія   | 0 – 2     | Марокко  | Відбір до Кубка африканських націй 2023 | -    |          |
| 17-11-2022 | Шарджа (місто) | Марокко   | 3 – 0     | Грузія   | товариський матч                        | -    |          |
| Усього     |                | Матчів    | 4         |          | Голів                                   | 0    |          |

## Титули і досягнення
- Чемпіон Марокко (2):

«Відад» (Касабланка): 2020–2021, 2021–2022
- Переможець Ліги чемпіонів КАФ (1):

«Відад» (Касабланка): 2021–2022